# Millettia lantsangensis
Millettia lantsangensis är en ärtväxtart som beskrevs av Zhi Wei. Millettia lantsangensis ingår i släktet Millettia och familjen ärtväxter. Inga underarter finns listade i Catalogue of Life.